# ローラ・ロブソン
ローラ・ロブソン（Laura Robson, 1994年1月21日 - ）は、イギリス・ウィンブルドン出身の女子プロテニス選手。WTAランキング自己最高位はシングルス27位、ダブルス82位。身長180cm。左利き、バックハンド・ストロークは両手打ち。2008年ウィンブルドン選手権ジュニア女子シングルスにおいて、史上2番目の若年優勝となる14歳166日で1984年のアナベル・クロフト以来24年振りの同部門地元優勝者となり、2009年全豪オープン、2010年全豪オープンの同部門でも2年連続で準優勝の成績を収めた。プロデビュー後はアンディ・マリーと組んで出場したロンドンオリンピック混合ダブルス部門で銀メダルを獲得、2012年全米オープン女子シングルスで1998年ウィンブルドン選手権のサマンサ・スミス以来のイギリス人女子によるグランドスラムシングルス4回戦進出、同年9月の広州国際女子オープンシングルス部門でジョー・デュリー以来22年ぶりのWTAツアーシングルス決勝進出を記録したイギリス人選手である。

## 選手経歴
シェルの幹部を務める父アンドリューと、元プロバスケットボール選手でスポーツ監督の母キャシー の間に、2人兄妹の長女としてオーストラリアのメルボルンで生まれる。ローラが1歳半の頃、家族はシンガポールに移住。ローラが6歳になると今度はイギリスに移住し、後に同国に帰化。ロンドン・ウィンブルドン地区のオールイングランド・クラブから徒歩5分足らずの場所に居を構えた。母キャシーは、この頃には既にいつもラケットを手放さずテニスを楽しんでいた娘に才能の片鱗を感じ取っていたという。7歳になるとサリー州にあるジュニア・テニスアカデミーに入学。10歳で世界的なスポーツマネジメント会社の一つとして知られるオクタゴン・ワールドワイドと専属マネジメント契約を結び、11歳でアディダスと契約。この時点で既にウイルソンとのラケット使用契約を交わし、2009年3月には同社と全面的な用具使用契約を締結している。イギリスのテニス協会であるローンテニス協会から派遣された協会の代表カール・メイズら複数のコーチの指導を受けた後、2007年に現在のコーチであるオランダ人のマタイン・ボークと指導契約を結んだ。ボークはロブソンのテニスを初めて見た当時を振り返り、「試合中に感情の制御が効かなかったり、また幾つかの欠点もあったが、それ以上に彼女に多くの可能性を感じた」と語っている。この年からロブソンは協会が新設したナショナルトレーニングセンターでメイズ、ボーク、協会女子テニス部門責任者のナイジェル・シアーズ(アマンダ・クッツァー、ダニエラ・ハンチュコバ、バルバラ・シェットらのコーチを歴任してきた人物)の下で訓練を受けるようになり、テニスに専念するため学校には通わずホームスクーリングで学業を行うようになる。

### ジュニアキャリア
2007年5月からITFジュニアサーキット出場を開始。この年に早くもシングルスで1優勝2準優勝、ダブルスで1優勝2準優勝を挙げた。特にシングルス初優勝となった10月の大会では、体格、技術、メンタル等の年齢差が顕著に出るジュニアにおいて、予選から全て年上を下して勝ち上がり、決勝では3歳年上の第4シードを破って優勝している。

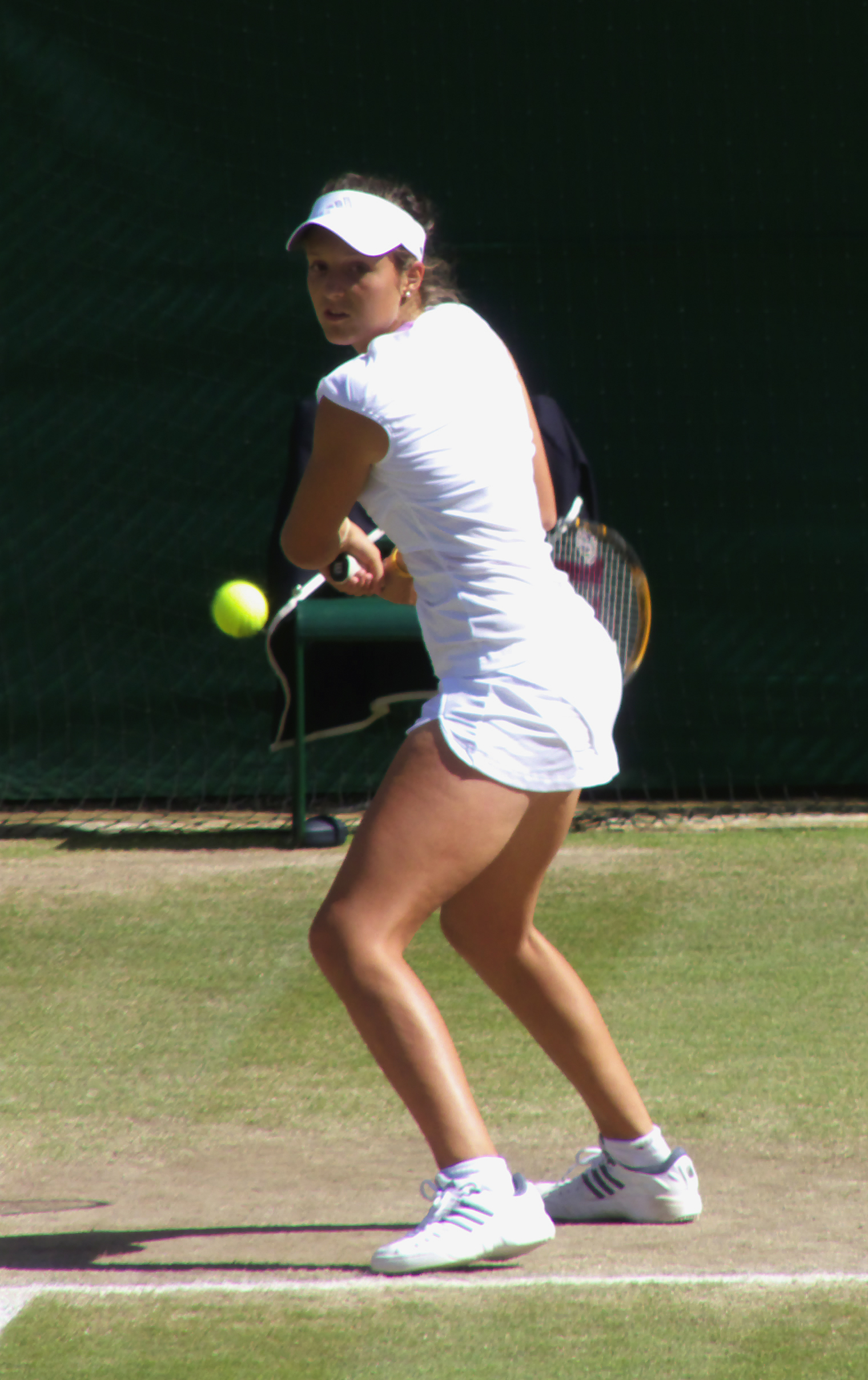
2010年ウィンブルドン選手権ジュニアシングルス決勝戦のロブソン

2008年には自身初のグランドスラムジュニア大会となったウィンブルドン選手権ジュニア女子シングルス部門に、この年の大会全部門出場者の中で最年少選手として ノーシードで出場。2回戦で第1シードのメラニー・ウダンを6-1,6-3のストレートで破る番狂わせを起こすと、準々決勝で第9シードのボヤナ・ヨバノフスキを7-5,6-4で、準決勝で予選から勝ち上がってきたロマナ・タバコバを6-2,7-5のストレートでそれぞれ破り決勝に進出。決勝では第3シードのノッパワン・ラトチェワカーンと対戦し、ラトチェワカーンを6-3,3-6,6-1のフルセットで破り優勝。14歳166日でのウィンブルドン同部門優勝 は、1994年に13歳276日で優勝したマルチナ・ヒンギスに次ぐ史上2番目の若年優勝であり、地元優勝者としても1984年のアナベル・クロフト以来24年振り、史上2人目の優勝であった。この快挙に英国メディアは連日過熱報道となり、試合翌日の殆どの新聞で1面トップを飾ると、ロブソンを「英国テニス界の新星」、「ウィンブルドンの女王」等と称えた。しかし、クロフトやバージニア・ウェードはロブソンの快挙を讃えながらも、「思春期のこういった報道の過熱に加え、プロで味わうツアーの過酷さは大変厳しいもの」、「この結果もってして、すぐに来年のウィンブルドンシニア本戦で勝てる訳ではない」、「大きな可能性を秘める彼女を私たちは冷静に見守らなければいけない」 等と、こうした過熱報道や高まる周囲の期待を戒めるコメントを発した。
ウィンブルドン以降は怪我に見舞われ、全米オープン欠場を余儀なくされたが、12月にはジュニアテニスの登竜門として知られるエディー・ハー国際ジュニアテニス選手権に出場。シングルスでは3回戦で敗れたが、アンナ・オルリクと組んだダブルスで優勝。この年は他にもジュニアサーキットシングルスで2準優勝、ダブルスで1準優勝を挙げる活躍で、12月には同年のBBCヤング・スポーツ・パーソナリティー・オブ・ザ・イヤートップ3に、飛込競技選手のトーマス・デーリー、パラリンピック水泳選手のエレノア・シモンズらと共にノミネートされた(シモンズが受賞)。
怪我から完全復帰して臨んだ2009年は全豪オープンジュニアシングルス部門に第5シードで出場。順当に準々決勝まで勝ち上がると、準々決勝ではアナ・ボグダンを6-2,2-5としたところでボグダンの途中棄権により準決勝に進出。準決勝では第1シードのノッパワン・ラトチェワカーンとウィンブルドン以来の再戦となり、ラトチェワカーンを6-4,6-3のストレートで破り2度目のグランドスラムジュニアシングルス決勝に進出。決勝ではクセーニャ・ペルバクと対戦するも、終始一貫して試合を支配したペルバク相手に試合時間1時間14分、3-6,1-6のストレートで完敗。大会後にはアンドレ・アガシのフィットネス・トレーナーとして知られたギル・レイエスの下で、より一層の身体能力強化に向けたトレーニングを行うようになる。2月にはタイムズ紙が選定するMCCヤング・スポーツウーマン・オブ・ザ・イヤーをエレノア・シモンズと共に受賞。3月末にはITFジュニアランキング1位に上り詰め、名実共にナンバーワンジュニア選手となるも、4月にはシンスプリントの診断を受け、ツアー離脱を余儀なくされる。6月の全仏オープンと7月のウィンブルドン選手権では怪我を押して出場したが、第1シードで臨んだ全仏オープンシングルスでは、2回戦でサンドラ・ザニエウスカに6-7(10),6-1,3-6のフルセットで、ディフェンディングチャンピオンの第2シードで臨んだウィンブルドン選手権では、3回戦でクイリネ・ルモワン(オランダ)に2-6,6-4,6-8のフルセットでそれぞれ敗れる低調な結果に終わった。
9月の全米オープンシングルスでは、既にシニアツアーを本格的に回るようになっていたロブソンのジュニアランクは大幅に下がっており、ノーシードでの出場となった。ここでは2回戦で第7シードのローラン・エンブリーを4-6,6-1,6-4のフルセットで、3回戦でタマリン・ヘンドラーを6-2,6-1のストレートでそれぞれ下す活躍で準決勝に進出。準決勝では同じくノーシードから勝ち上がってきたヤナ・ブチナと対戦したが、6-1,3–6,5–7のフルセットで惜敗した。

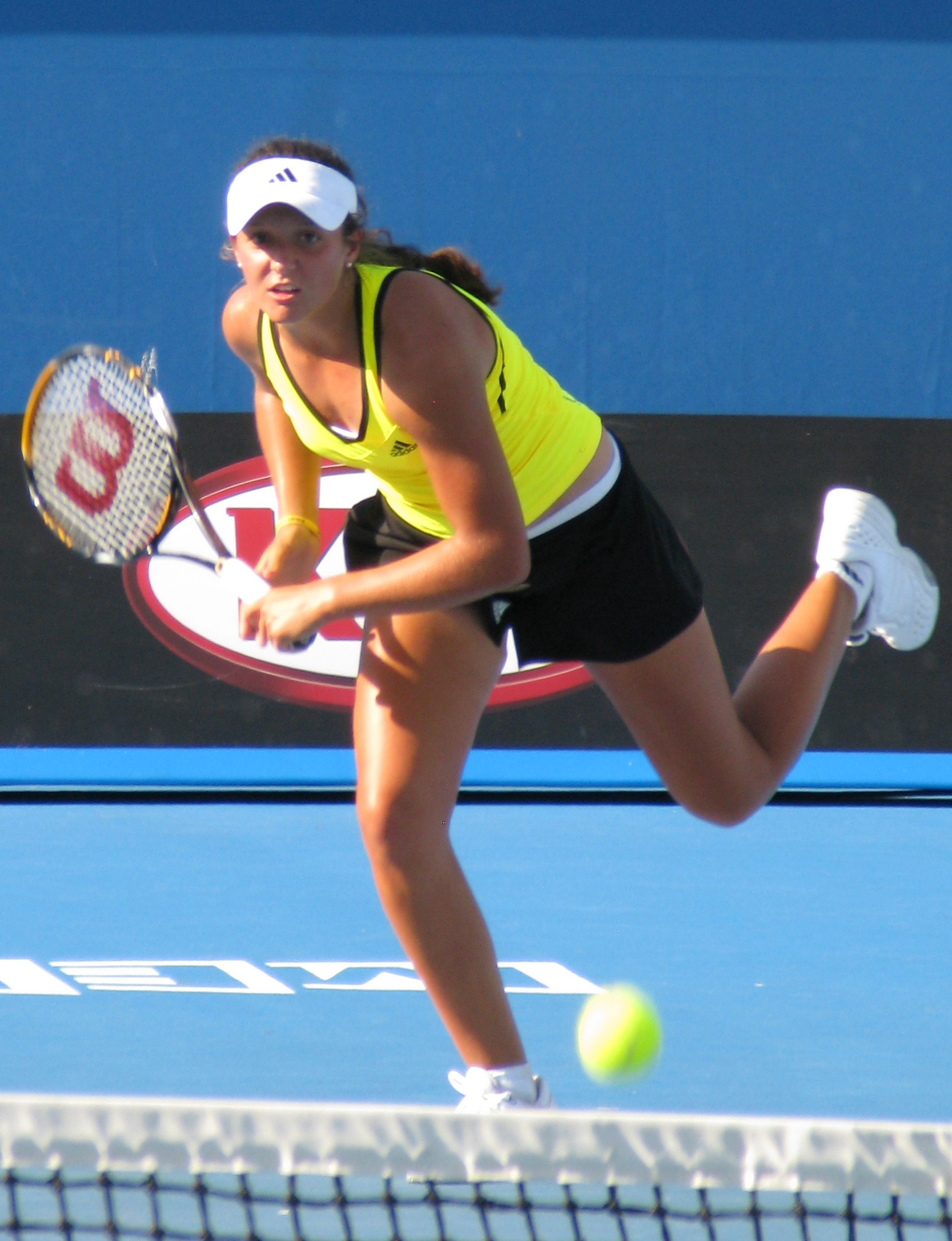
2009年全豪オープン

2010年は、全米オープンに引き続きノーシードで全豪オープンシングルスに出場。2回戦でユリア・プチンツェワを6-2,3-6,6-2のフルセットで下し勢いに乗ると、準決勝のクリスティナ・プリスコバまでを全てストレートで圧倒して下し決勝に進出。決勝ではクリスティナの双子の姉カロリナ・プリスコバと対戦したが、カロリナに1-6,6-7(5)のストレートで敗れ、2年連続の準優勝となった。第8シードで出場したウィンブルドン選手権シングルスでは、全試合ストレート勝ちで準決勝に進出。準決勝では第10シードの石津幸恵と対戦したが、石津に5-7,6-7(5)のストレートで敗れ、2年ぶりの決勝進出を逃した。

### プロキャリア

#### 2008年
ウィンブルドンジュニア優勝後の9月に、下部ツアーであるリモージュITF1万ドルサーキットシングルスで予選を勝ち上がりプロデビューを果たす。本戦では1回戦に勝利するも、第2シードのマリナ・メルニコワとの2回戦では第1セット2-4としたところで肩を負傷し途中棄権、1回戦を勝ち準決勝に進出していたダブルスも棄権となった。続いての出場となったシュールズベリー7万5千ドルサーキットでは主催者推薦でシングルス本戦に出場。1回戦で予選勝者のサラ・ボーウェルを7-6(4),2-6,6-3のフルセットで下すと、2回戦では前年度ウィンブルドン選手権女子ジュニアシングルス優勝者のウルシュラ・ラドワンスカを6-3,6-3のストレートで、3回戦では第4シードのツィポラ・オブジラーを6-3,6-3のストレートでそれぞれ破る活躍で、ノーランクながら 第2シードのマレット・アニとの準決勝まで進出した。10月第2週のバーンステイプル5万ドルサーキットでは、単複両部門に主催者推薦で出場。シングルスでは1回戦で第7シードのアンゲリク・ケルバーに6-7(8),6-4,6-2で惜敗、同国選手のケイティ・オブライエンと組んだダブルスも、1回戦でカタリン・マロシ&マリナ・タバレス(ブラジル)組に4-6,6-4,[8-10]のスーパータイブレークで敗れた。シングルスでロブソンを下したケルバーは試合後のインタビューで「彼女はとても素晴らしいテニスをする。今日私が勝てたのは幸せな事です。彼女は1年以内にトップ100に入るでしょうね」とロブソンのプレーを賞賛した。
主催者推薦で出場した10月第3週のBGLルクセンブルク・オープンでWTAツアー初出場。シングルス1回戦で当時世界ランク42位のイベタ・ベネソバと対戦し、6-1,2-6,3-6のフルセットで敗れた。またダブルスでも主催者推薦を受け、ヒセラ・ドゥルコとペアを組んで出場したが、1回戦で第3シードのベラ・ドゥシェビナ&マリヤ・コリツェワ組に2-6,3-6のストレートで敗れている。11月にはサンダーランド1万ドルサーキットシングルスに第5シードで出場。ルーマニア人選手との準々決勝以外全てストレート勝ちを収め、14歳9ヶ月でのサーキットシングルス優勝を果たした。

#### 2009年
年前半はジュニアツアーに専念していた事や、怪我によるツアー一時離脱の影響もあり、5月末のグラード2万5千ドルサーキットシングルスがこの年最初のプロ大会出場となった。翌6月9日にはウィンブルドン選手権女子シングルス本戦への主催者推薦での出場が発表され、グランドスラム大会初出場を果たす。15歳5ヶ月でのウィンブルドン同部門への出場は、1995年に14歳9ヶ月で主催者推薦を受け出場したマルチナ・ヒンギスに次ぐ年少出場であった。1回戦では元世界ランク5位、2002年大会ベスト8のダニエラ・ハンチュコバと対戦。第1セットを奪う健闘を見せるも逆転され、結果6-3,3-6,2-6のフルセットで敗れた。また、ダブルスでも同国選手のジョージー・ストープと組み出場。1回戦に勝利したが、2回戦で第16シードのスベトラーナ・クズネツォワ&アメリ・モレスモ組に敗れた。
8月には主催者推薦で全米オープンシングルス予選に出場。1回戦でステファニー・フォレッツを7-5,6-1のストレートで、2回戦でアニコ・カプロスを6–4,7–5のストレートで下し、予選決勝に進出。予選決勝ではエヴァ・ハルディノワと対戦したが、ハルディノワに6-7(6),6-4,6-7(4)のフルセットで惜敗した。
10月にはBGLルクセンブルク・オープンシングルス予選に出場。1回戦でズザーナ・オンドラスコバを7–5,6–4のストレートで、2回戦で当時世界ランク79位、第3シードのユリア・ゲルゲスを6-3,6-2のストレートでそれぞれ下し、予選決勝に進出。予選決勝では第8シードのマリア・エレナ・カメリンと対戦したが、カメリンに3-6,4-6のストレートで敗れた。11月にはミンスク5万ドルサーキットシングルスに出場。1回戦でユリア・ベイゲルジマーを6-3,6-2のストレートで、2回戦でタチアナ・アレフェワを6-0,6-4のストレートでそれぞれ下し、準々決勝に進出。準々決勝では第4シードのビタリア・ディアチェンコと対戦したが、ディアチェンコに3-6,2-6のストレートで敗れた。

#### 2010年
2010年は年初の国別対抗戦ホップマンカップにアンディ・マリーと共に第3シードのイギリス代表として出場。同国のホップマンカップ出場は、1992年大会にジョー・デュリーとジェレミー・ベイツが出場して以来、18年ぶり2度目の事であった。予選ではカザフスタン、ドイツ、ロシア各代表と同組のグループBに所属。ロブソンはシングルスではカザフスタンのヤロスロワ・シュウェドワに、 6–4,3–6,0–6のフルセットで、ドイツのザビーネ・リシキに6-7(5),3-6のストレートで、ロシアのエレーナ・デメンチェワに4-6,0-6のストレートでそれぞれ敗れたが、マレーと組んだ混合ダブルスではカザフスタンのヤロスロワ・シュウェドワ&アンドレイ・ゴルベフ組に6-3,5-7,[12-10]のスーパータイブレークで、ドイツのザビーネ・リシキ&フィリップ・コールシュライバー組に6-3,6-2のストレートで、ロシアのエレーナ・デメンチェワ&イーゴリ・アンドレエフ組に6-4,6-7(6),[10-6]のスーパータイブレークでそれぞれ勝利。男子シングルスでもマレーが3戦全勝を挙げる活躍があった為、イギリスチームは3戦全勝。予選終了時点でグループB1位となり、グループA1位となったスペイン代表との決勝戦に進出。決勝戦ではロブソンが第1試合の女子シングルスで当時世界ランク26位のマリア・ホセ・マルティネス・サンチェス相手に6-1,7-6(6)のストレートで勝利する金星を挙げるも、続く男子シングルスでは、マレーがトミー・ロブレドに6-1,4-6,3-6のフルセットで惜敗。勝負は最終試合の混合ダブルスに持ち込まれたが、マルチネス・サンチェスとロブレドのペアに6-7(6),5-7のスコアで敗れ準優勝となった。
続いての出場となったのが全豪オープン女子シングルス予選。主催者推薦を受け手出場したロブソンは、1回戦で地元選手のソフィー・ファーガソンを6–4,2–6,6–4のフルセットで下したが、2回戦で第18シードのミハエラ・クライチェクに4-6,6-7(7)のストレートで敗れた。また、サリー・ピアーズと組んだダブルスでも主催者推薦を受け本戦から出場。1回戦でジル・クレイバス&アビゲイル・スピアーズ組を6-3,7-5のストレートで破りグランドスラムダブルス初勝利を挙げると、2回戦で第12シードの荘佳容&クベタ・ペシュケ組を6-3,6-4のストレートで、3回戦でベラ・ドゥシェビナ&アナスタシア・ロディオノワ組を6-3,6-3のストレートで下し準々決勝に進出。準々決勝では第15シードのマリア・キリレンコ&アグニエシュカ・ラドワンスカ組と対戦したが、4-6,1-6のストレートで敗れた。
4月にはドーサン5万ドルサーキットに出場。ヘザー・ワトソンと組んで出場したダブルスは2回戦で敗れたが、予選から出場したシングルスでは本戦に勝ち上がると、1回戦でユリアナ・フェダクを7-5,2-6,6-4のフルセットで、2回戦でマディソン・ブレングルを6-4,6-1のストレートで、準々決勝でソフィー・ファーガソンを4-6,6-3,6-1のフルセットでそれぞれ破り、第5シードのエディナ・ガロビッツとの準決勝まで進出。この活躍により大会後のランキングではシングルスが269位に上昇しトップ300に突入、ダブルスでも102位を記録し共にキャリアハイを更新。続いて出場したシャーロッツビル5万ドルサーキットシングルスでは、アナスタシア・ヤキモバとの準々決勝まで進出した。
6月第2週にはエイゴン・クラシックシングルス予選に主催者推薦で出場。1回戦で第5シードのニーナ・ブラチコワを4-6,6-4,6-4の逆転で勝利、予選決勝ではビタリア・ディアチェンコを6–3,4–0とした所でディアチェンコの途中棄権により勝利し、本戦に進出。自力でのWTAツアー初出場を果たす。1回戦では世界ランク78位のシュテファニー・フェーゲレと対戦し、6-4,0-1とした所でフェーゲレの途中棄権によりツアーシングルス本戦初勝利を挙げると、2回戦で第3シード、当時世界ランク16位のヤニア・ウィックマイヤーと対戦。自身初のトップ20選手との対戦であったが、ウィックマイヤーに5-7,4-6のストレートで敗退。続いて主催者推薦で出場したユニセフ・オープンシングルス本戦では1回戦でドミニカ・チブルコバと対戦したが、チブルコワに3-6,4-6のストレートで敗れている。
ウィンブルドン選手権ではシングルス本戦に主催者推薦で出場。1回戦で当時世界ランク3位、第4シードのエレナ・ヤンコビッチと対戦し、3-6,6-7(5)のストレートで敗退。またサリー・ピアーズと組んだダブルス、ジェイミー・マリーと組んだ混合ダブルスでもそれぞれ主催者推薦で本戦に出場したが、それぞれ1回戦敗退となった。続いて出場したウォキング2万5千ドルサーキットシングルスでは、第7シードで本戦に出場。準々決勝のティメア・バボス戦まで進出した。
8月には全米オープンシングルス予選に出場。1回戦で世界ランク82位の第2シードエレナ・ドキッチを6-1,6-4のストレートで破ると、2回戦ではベスナ・マナシエワを6-3,6-2のストレートで下し予選決勝に進出。予選決勝では第17シードのヌリア・リャゴステラ・ビベスと対戦したが、ラゴステラ・ビベスに6-2,4-6,3-6のフルセットで惜敗し、本戦出場を逃した。また大会終了後にはロブソンのプロツアー移行に伴い、コーチのマタイン・ボークとの契約を今季で解消することが発表された。
9月第5週には東レ パン・パシフィック・オープンシングルス予選に出場。1回戦で第5シードのアナスタシヤ・セバストワを6-1,3-6,6-4のフルセットで破ると、予選決勝ではシモナ・ハレプを2-6,6-2,6-4の逆転で下し、本戦に進出。本戦1回戦では同じく予選勝者のグレタ・アンと対戦したが、4-6,3-6のストレートで敗退した。
10月にはジャパン女子オープンテニスシングルス予選を勝ち上がり本戦に進出し、本戦では第6シードのクルム伊達公子と対戦したが3-6,3-6のストレートで敗退。これらの活躍によりこの年のWTAシングルス年度末ランキングはイギリス人女子5番手となる206位で終了した。

#### 2011年
このシーズンはは新たにフランス人コーチのパトリック・ムラトグルーを雇い、フランスを練習拠点にツアーに臨むも、シーズン最初の大会として前年同様にアンディ・マリーと共にイギリス代表として出場したホップマンカップで股関節を負傷し早々のツアー離脱を余儀なくされ、更に2月には腹筋の損傷も起こりツアー復帰が遅れる苦しい出だしとなった。
同年3月の昆明市2万5千ドルサーキットシングルスでツアーに復帰すると、ノーシードで出場した翌5月のインディアン・ハーバー・ビーチ5万ドルサーキットで大会第1シードのアリソン・リスケとの準決勝まで進出。
6月には主催者推薦を受けて出場したユニセフ・オープンシングルスに出場。ロブソンにとってこの年最初のツアーレベルの大会出場となったが、1回戦でノーシードのアランチャ・パラ・サントンハに5-7,3-6のストレートで敗退。こうした怪我によるツアーの復帰の遅れと不振によるランキング停滞が続いたことによりウィンブルドン選手権開催前日にモルトグルーとのコーチング契約を僅か半年で解消。主催者推薦を受けて出場したウィンブルドン選手権シングルスではコーチ無しで臨む事となったが、1回戦で当時シングルス世界ランク77位のアンゲリク・ケルバーを4-6,7-6(4),6-3のフルセットで破り自身初のグランドスラムシングルス勝利を収めると、2回戦では当時世界ランク6位の大会第5シード、2004年大会同部門優勝者であるマリア・シャラポワと対戦。ロブソンは1stセットでシャラポワ相手に2度のブレークを奪い4-1とリードし、その後ブレークバックされ追いつかれながらもシャラポワが握った6本のブレークポイントのうち5本を凌ぎタイブレークまで持ち込む健闘を見せたが、2ndセットではシャラポワの自力が勝り6-7(4),3-6のストレートで惜敗した。
予選からノーシードで出場した8月の全米オープン女子シングルスでは、1回戦でハイディ・エル・タバクを6-1,6-3のストレートで、2回戦でテイラー・タウンゼンドを6-3,4-6,7-6(0)のフルセットで、予選決勝で張玲を6-3,6-4のストレートでそれぞれ下し、単複通じて自身初となる自力でのグランドスラム本戦出場を果たす。本戦1回戦では当時世界ランク47位の森田あゆみとの対戦となり、7-6(5),1-0とロブソンリードの試合途中で森田が肩の負傷による途中棄権で全米本戦初勝利を挙げると、2回戦では当時世界ランク33位の大会第30シードアナベル・メディナ・ガリゲスに挑戦。試合を通じてメディナ・ガリゲスの2倍となる20本のウィナーを奪うも、逆にアンフォースド・エラーではメディナ・ガリゲスの5倍となる32回を記録する形でメディナ・ガリゲスのミスを引き出す戦術に嵌ってしまい、2-6,3-6のストレートで敗退した。

## プレースタイル
両手打ちから放たれる強烈なグラウンドストロークと左利きのサーブがロブソンの武器であり、その実力は2008年ウィンブルドン選手権ジュニアシングルス優勝の時点で「既にジュニアの中でもトップクラス」と評された。その一方でこの時点での左右のフットワークについては不得意であると指摘されている またメンタル面では試合中常に平静を保っている点が賞賛されており、トップ選手に必要なメンタルとテクニックを既に兼ね備えていると評されている。コメンテーターのサイモン・リードは「彼女に必要とされる全ての技術は、既に彼女に備わっている」とし、元グランドスラム王者のパット・キャッシュは「彼女はすべてのテニス技能において進歩する特性を持つ」「特別な才能」の持ち主であると、ロブソンのテニス選手としての万能さを評した。イギリスの元トップ選手であったサマンサ・スミスは「既に彼女はテニス選手としての基盤が完成しており、弱点は全くない」、「私が見てきた中でも最高の14歳の一人」とコメントしている。現役選手からの評価も高く、2008年のフォルティス選手権でロブソンのプレーを見た元シングルス世界ランク1位のアナ・イバノビッチは、「彼女は14歳なのに、非常に強烈なハードヒットをしますね」とロブソンのストロークを賞賛し、2010年のHPオープンで対戦したクルム伊達公子は「彼女はとても若く、多くの可能性を持つ選手」と評した。

## WTAツアー決勝進出結果

### シングルス: 1回 (0勝1敗)
| 大会グレード                  |
| ----------------------------- |
| グランドスラム (0–0)          |
| WTAファイナルズ (0–0)         |
| プレミア・マンダトリー (0–0)  |
| プレミア5 (0-0)               |
| WTAエリート・トロフィー (0-0) |
| プレミア (0-0)                |
| インターナショナル (0-1)      |

| 結果   | No. | 決勝日        | 大会 | サーフェス | 対戦相手 | スコア        |
| ------ | --- | ------------- | ---- | ---------- | -------- | ------------- |
| 準優勝 | 1.  | 2012年9月22日 | 広州 | ハード     | 謝淑薇   | 3–6, 7–5, 4–6 |

### ダブルス: 2回 (0勝2敗)
| 結果   | No. | 決勝日        | 大会           | サーフェス | パートナー       | 対戦相手                                    | スコア           |
| ------ | --- | ------------- | -------------- | ---------- | ---------------- | ------------------------------------------- | ---------------- |
| 準優勝 | 1.  | 2013年3月31日 | マイアミ       | ハード     | リサ・レイモンド | ナディア・ペトロワ カタリナ・スレボトニク   | 1–6, 6–7(2)      |
| 準優勝 | 2.  | 2017年6月18日 | ノッティンガム | 芝         | ジョスリン・レイ | モニク・アダムチャック ストーム・サンダース | 4–6, 6–4, [4–10] |

## ITFサーキット決勝進出結果

### シングルス: 4回 (3勝1敗)
| 大会グレード                 |
| ---------------------------- |
| $100,000 トーナメント        |
| $75,000/$80,000 トーナメント |
| $50,000/$60,000 トーナメント |
| $25,000 トーナメント         |
| $10,000/$15,000 トーナメント |

| サーフェス別タイトル |
| -------------------- |
| ハード (2-1)         |
| 芝 (0–0)             |
| クレー (0–0)         |
| カーペット (1-0)     |

| 結果   | No. | 決勝日        | 大会             | カテゴリー | サーフェス | 対戦相手             | スコア   |
| ------ | --- | ------------- | ---------------- | ---------- | ---------- | -------------------- | -------- |
| 優勝   | 1.  | 2008年11月9日 | サンダーランド   | $10,000    | ハード     | サマンサ・ビッカーズ | 6–3 6–2  |
| 準優勝 | 1.  | 2011年7月11日 | ウォキング       | $25,000    | ハード     | ジョアンナ・コンタ   | 4–6 1–1  |
| 優勝   | 2.  | 2016年8月14日 | ランディスヴィレ | $25,000    | ハード     | ジュリア・エルババ   | 6–0 6–0  |
| 優勝   | 3.  | 2017年5月21日 | 久留米           | $60,000    | カーペット | ケイティ・ブルター   | 6–3, 6–4 |

## ジュニアグランドスラムタイトル
| 結果   | No. | 決勝日        | 大会                 | サーフェス | 対戦相手                     | スコア      |
| ------ | --- | ------------- | -------------------- | ---------- | ---------------------------- | ----------- |
| 優勝   | 1.  | 2008年7月3日  | ウィンブルドン選手権 | 芝         | ノッパワン・ラトチェワカーン | 6–3 3–6 6–1 |
| 準優勝 | 1.  | 2009年1月31日 | 全豪オープン         | ハード     | クセーニャ・ペルバク         | 3–6 1–6     |
| 準優勝 | 2.  | 2010年1月30日 | 全豪オープン         | ハード     | カロリナ・プリスコバ         | 1–6 6–7(5)  |

## グランドスラム通算成績
略語の説明
| W | F | SF | QF | #R | RR | Q# | LQ | A | Z# | PO | G | S | B | NMS | P | NH |

W=優勝, F=準優勝, SF=ベスト4, QF=ベスト8, #R=#回戦敗退, RR=ラウンドロビン敗退, Q#=予選#回戦敗退, LQ=予選敗退, A=大会不参加, Z#=デビスカップ/BJKカップ地域ゾーン, PO=デビスカップ/BJKカッププレーオフ, G=オリンピック金メダル, S=オリンピック銀メダル, B=オリンピック銅メダル, NMS=マスターズシリーズから降格, P=開催延期, NH=開催なし.
| 大会           | 2009 | 2010 | 2011 | 2012 | 2013 | 2014 | 2015 | 2016 | 2017 | 通算成績 |
| -------------- | ---- | ---- | ---- | ---- | ---- | ---- | ---- | ---- | ---- | -------- |
| 全豪オープン   | A    | LQ   | A    | 1R   | 3R   | 1R   | A    | A    | LQ   | 2–3      |
| 全仏オープン   | A    | A    | A    | 1R   | 1R   | A    | A    | 1R   |      | 0–3      |
| ウィンブルドン | 1R   | 1R   | 2R   | 1R   | 4R   | A    | 1R   | 1R   |      | 4–7      |
| 全米オープン   | LQ   | LQ   | 2R   | 4R   | 3R   | A    | 1R   | 1R   |      | 6–5      |